# 史朝鉉
史朝鉉（1540年9月10日—1579年），字貫之，號瑞岩，福建晉江平易里（今泉州市鯉城區西街）人，祖籍浙江鄞縣（今寧波），匠籍，明朝政治人物，同進士出身。

## 生平
隆慶元年（1567年）丁卯科福建鄉試第三十名。隆慶二年（1568年）戊辰科會試第237名，三甲194名進士。歷官嘉善縣知縣，升南京吏科給事中。萬曆三年（1575年），任浙江湖州府知府，卒於官。

## 家庭
曾祖父史亨、祖父史時用、父史宏詢，知州。母黃氏。具庆下。兄史朝録，贡士；弟史朝釴、史朝鍧。